# Dreifaltigkeitskirche (Neusalza)

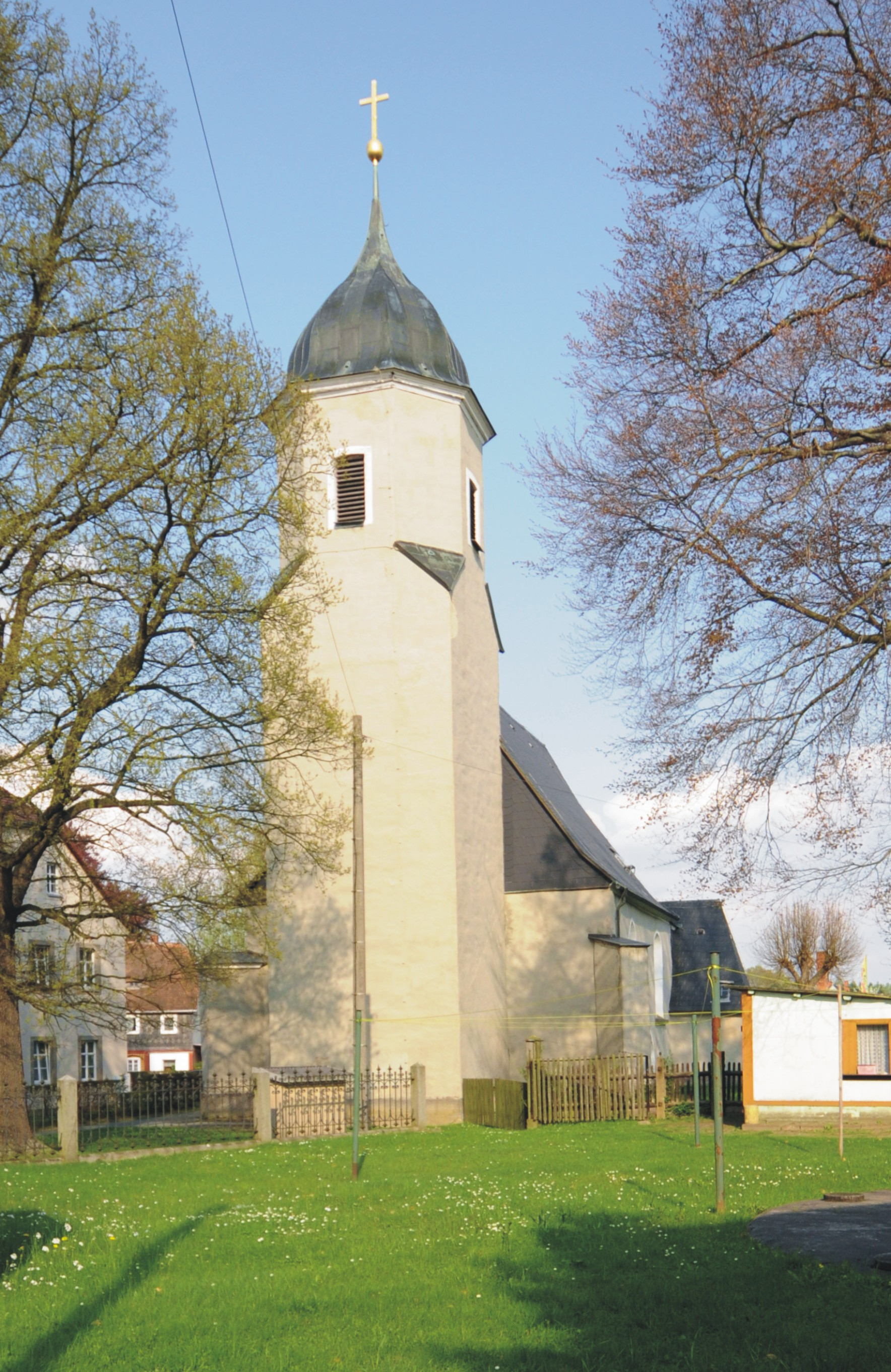
Kirche „Zur Heiligen Dreifaltigkeit“ in Neusalza

Die evangelisch-lutherische Kirche „Zur Heiligen Dreifaltigkeit“ von Neusalza in der Stadt Neusalza-Spremberg ist eine ehemalige Exulantenkirche, die heute zur Ephorie Löbau-Zittau der Evangelisch-Lutherischen Landeskirche Sachsens gehört.

## Politische Situation und Besonderheiten
Mit der Gründung im Jahr 1670 und dem weiteren Ausbau der Kleinstadt Neusalza, gelegen auf den Fluren der damaligen kurfürstlich-sächsischen Dorfgemeinde Spremberg im Oberlausitzer Bergland an der sächsisch-böhmischen Grenze, war eine „Stadt im Dorf“ entstanden. Neu-Salza war umschlossen von der Muttergemeinde und stellte somit ein Novum nicht nur in der Regionalgeschichte der Oberlausitz dar. Gleichzeitig entwickelten sich eine selbständige Stadtkommune und von der dörflichen Ansiedlung Spremberg auch eine unabhängige Kirchgemeinde – ein Prozess, der nicht problemlos verlief. Die Kirchgemeinde der jungen Stadt wurde durch den Zuzug von Exulanten aus Böhmen, Mähren, Ungarn und Schlesien sogar zu einem grenzüberschreitenden Kirchspiel.
Die Ursachen für die Entstehung und die weitere Urbanisierung Neu-Salzas lagen in den Auswirkungen des Dreißigjährigen Krieges (1618–1648) und der damit einhergehenden (katholischen) Gegenreformation in Böhmen, Mähren und Ungarn im 17. Jahrhundert begründet. Die protestantischen Glaubensbrüder in diesen Ländern wurden ihrer Religion wegen gewaltsam vertrieben und suchten unter anderem Asyl im protestantischen Kurfürstentum Sachsen. Zahlreiche Exulanten fanden eine neue Heimat in dem neugegründeten Städtchen Neu-Salza, später kurz Neusalza, und schufen sich hier eine neue Existenz. Der internationale Charakter der Stadtgemeinde widerspiegelte sich damals auch im Amtsdeutsch, in dem der Stadtrat Neu-Salzas z. B. im Jahr 1678 so unterzeichnete: „Bürgermeister, Rathmann sammt der ganzen Gemeinde deutscher, böhmischer und ungarischer Nation.“ Noch um 1700 gab es 67 ehemalige Exulanten als Stadtbürger Neusalzas, die der deutschen Sprache nicht mächtig waren und demzufolge auch die Predigten nicht verstanden.

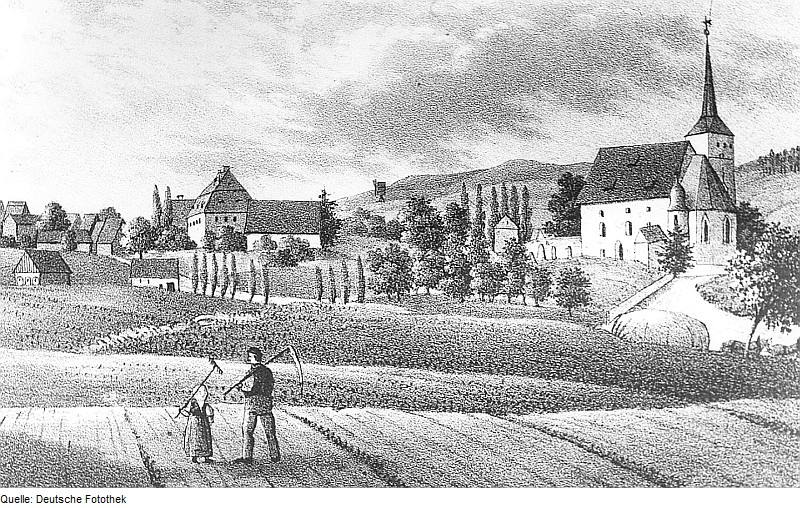
Mangels eigener Kirche besuchten die deutschen Stadtbürger von 1670 bis 1679 den Gottesdienst in der Spremberger Kirche.

Vorausschauend hatte der einflussreiche protestantische Stadtgründer, Christoph Friedrich von Salza, die erforderlichen Dokumente, so auch hinsichtlich der kirchlichen Belange in Neu-Salza, für den Landesherrn, Kurfürst Johann Georg II., erarbeitet und beim sächsischen Hof in Dresden eingereicht. Die Gründungsurkunde für die Stadt Neusalza unterzeichnete der Landesherr bereits am 12. Januar 1670, aber die kurfürstliche Bestätigung, die auch den Bau einer Kirche nebst Berufung von Geistlichen für die junge Stadt vorsah, erfolgte erst am 14. Oktober 1674 – anderthalb Jahre nach dem Tode des Stadtstifters – und ging in die Lokalgeschichte als „Neusaltzer Kirchen-Receß“ ein. Die Witwe des Stadtgründers, Anna Catharina von Salza (gest. 1682), setzte trotz zahlreicher bürokratischer Hürden schließlich die Realisierung des „Kirchen-Rezesses“ für Neusalza durch und erfüllte damit das Vermächtnis ihres Gemahls. Der nicht gerade betuchten Stadtgemeinde fehlten in der Anfangsphase die finanziellen Mittel für den Bau eines Gotteshauses. Deshalb wurden städtische Vertrauensmänner ausgesucht, deren Aufgabe darin bestand, „… Beiträge christlicher Bruderliebe einzusammeln, in allen evangelischen Gemeinden der Lausitzen, des Meißner Landes und auch sonsten weithin in der Welt, absonderlich in Schweden, Dänemark und den Hansestädten Bremen und Lübeck, sowie anderer Orten mehr“. Die übergeordneten kirchlichen Instanzen Kursachsens bewilligten diese Maßnahmen. Mit nationaler und internationaler finanzieller Hilfe wurde es den Stadtbürgern Neu-Salzas nun möglich, ihr eigenes Gotteshaus zu bauen. Zuvor, in den Jahren von 1670 bis 1679, fanden die Gottesdienste in böhmischer (tschechischer) Sprache in einer „Betstube“ im sogenannten „Weißen Haus“ am Obermarkt statt, das 1856 abbrannte. Die deutschen Stadtbürger hingegen besuchten während dieser Zeit die Dorfkirche im benachbarten Spremberg.

## Der Bau des Kirchengebäudes
Als Baumeister für die künftige Neusalzaer Kirche konnte Hans Sarn oder Sare – in den Quellen unterschiedliche Schreibweise – mit seinen Gehilfen aus Bautzen verpflichtet werden. Der Baumeister entschied sich für einen einfachen dreigliedrigen Kirchengrundriss: Apsis – Altarraum (Chor) – Langhaus (Kirchenschiff). Kirchturm und Sakristei wurden später angebaut. Schon nach Ostern 1675 begannen die ersten Transporte von Baumaterialien mit Fuhren zum vorgesehenen Platz für den Kirchenbau und das Anfertigen der Fundamente. Dabei soll der votierte erste Prediger bzw. Pfarrer der jungen Gemeinde Stephan Pilarick, ein gebürtiger ungarischer Geistlicher und Philosoph, der drei Sprachen beherrschte, drei Bausteine aufgehoben und dabei die Bibel-Worte gesprochen haben: „Im Namen der hochgelobten Dreieinigkeit, Gottes des Vaters und des Sohnes und des Heiligen Geistes, diese Steine, die ich hier aufhebe, sollen ein Gotteshaus werden.“ Die Grundsteinlegung für den Kirchenbau erfolgte bereits am 12. Juli 1675. Nach vierjähriger zügiger Arbeit war der rechteckige Bau der Neu-Salzaer „Exulantenkirche“ – mit einem Spitz- bzw. Satteldach und einer halbkreisförmigen Apsis als Polygon nach Osten – architektonisch im schlichten Barockstil vollendet. Das Langhaus erhielt an seiner Nord- und Südseite je zwei Spitzbogenfenster, der Altarraum je ein und die polygonale Apsis insgesamt drei. An das südliche Fenster des Altarraums wurde später (1715) die Sakristei mit zwei Fenstern und einem Durchgang zum Altarraum konstruiert. Die Apsis und der Altarraum gingen außen nicht direkt in das Langhaus über, sondern versetzt. Dadurch entstand ein hoher Absatz an der Nordwestkante bis zur Dachtraufe in einer Breite von zwei Ellen, also einem reichlichen Meter (1,13 m), der am Kirchendach zum First hin allmählich ausläuft und sich noch heute so zeigt.
Am 4. Februar 1679 konnte das neue Gotteshaus „Zur Heiligen Dreifaltigkeit“ geweiht werden. Die Festpredigt hielt der damalige Superintendent Dr. Andreas Kühn aus Bischofswerda. Damit wurde die junge Stadt ein selbständiges Kirchspiel und aus der Muttergemeinde Spremberg ausgepfarrt. Mit dem Kirchenbau war auch die Anlage des ersten Neusalzaer Gottesackers verbunden, der sich südlich der Kirche – heute Wiesengelände – befand. Im Jahr 1817 wurde dieser mit der Errichtung eines neuen auf dem Lindenberg seiner Bestimmung enthoben und eingeebnet. Die damals erbaute und um 1720 vollendete Friedhofsmauer wurde ebenfalls entfernt.
Bereits im Einweihungsjahr fand die erste Taufe statt: Es war Constantin Knöchel, der Sohn des ersten Schulmeisters und Organisten der Stadt böhmischer Herkunft Matthias Knöchel. Bei dem ersten hier vermählten Paar handelte es sich um den Bäckermeister Bartholomäus Grohmann und seiner Ehefrau Barbara von Rodewitz. Am 27. Juli 1679 erfolgte das erste Begräbnis, der Schneider Gottfried Nachtigall wurde bestattet.
Der neuerbaute steinerne Kirchenbau, dessen spitzes Dach mit Schindeln gedeckt wurde, besaß damals keinen massiven Turm, sondern nur einen kleinen hölzernen Glockenstuhl, der zwei Glocken als Dachreiter in der Mitte des Kirchendaches trug. Im Kircheninneren, in der Nähe des Altars, muss seinerzeit auch die herrschaftliche Gruft in Form eines Gewölbes integriert worden sein, da hier nachweislich drei Mitglieder des Stadt-Gründungsgeschlechts von Salza beigesetzt wurden: Anna Catharina von Salza, die Witwe des Stadtgründers (1682), der Sohn Hiob Friedrich von Salza (1677) und die Tochter Lucretia Hedwig von Salza, verehelichte Gräfin von Nostiz und von Gersdorf (1701). Die Gruft wurde jedoch bis heute nicht gefunden, obwohl der Stadtchronist und spätere Bürgermeister Carl Gottlob Hohlfeld in seinem „Historischen Bericht“ (1768) extra vermerkte, dass die Adligen „… in hiesiger Kirche bey Altar in ein dazu gefertigtes Gewölbe beerdiget worden“. Der Stadtgründer Christoph Friedrich von Salza fand seine letzte Ruhestätte im Erbbegräbnis der Familie in Ebersbach bei Görlitz (1673). In der Turmvorhalle der Dreifaltigkeitskirche Neusalza befindet sich jedoch nach Cornelius Gurlitt (1910, S. 420f) das Denkmal der Frau Lucretia Hedwig von Gersdorf verwitwete von Nostiz geb. von Salza in Form einer Sandsteinplatte (88 × 173 cm), an deren Ecken sich die Wappen der Adelsfamilien von Salza, von Röder und von Sommerfeldt befinden. Das von einem Lorbeerkranz umrahmte Schriftoval in der Mitte der Platte trägt die Inschrift: „Allhier ruhet in Herrn / Jesu sanfft und selig und erwartet / der frölichen Aufferstehung die Weyl. / Wohlgeborene Frau / Frau Lucretia / Hedwig von Gersdorff gebohrne von Saltza auß dem Hauße Ebersbach, wurde gebohren d. 16 Martij 1664, starb in Budißin, d. 11. Januarij / Anno 1701. Nach dem sie ihr Christliches Alter … usw. / dero Seele Gott gnädig / sein wolle.“
In den folgenden fünfundzwanzig Jahren erfolgten die ersten Reparaturen. So musste 1705 der hölzerne Turmaufsatz (Dachreiter) durch einen neuen und mit Blech beschlagenen ersetzt werden. Diese Arbeiten führte der Zimmermannsmeister Hans Knote aus Berthelsdorf mit seinen Gesellen aus. Damit in Verbindung erhielt der Dachreiter am 24. April 1706 eine von dem Mechaniker und Uhrmacher Christoph Matthes aus Seifhennersdorf angefertigte Schlaguhr, die 44 Taler kostete. Das Zifferblatt der Kirchturmuhr kam aus dem nordböhmischen Rumburg. Diese Turmuhr verrichtete ihre Dienste 271 Jahre lang bis 1977. Da die Zahl der Gemeindemitglieder stetig wuchs und das nur mit Stühlen (Schemmeln) versehene Kirchenschiff für Gottesdienste nicht mehr ausreichte, ermöglichten die vermögenden Städter Hans Christoph Müller und Michael Nitzschke, beide Kaufleute, im Jahr 1705 den Einbau von Emporen.
Seltsam mag erscheinen, dass auch die Scharfrichter (Henker), die in Neu-Salza wohnten und als solche arbeiteten, einen eigenen Kirchenstand besaßen, um von den übrigen Kirchgängern abgeschottet zu sein. Der Neu-Salzaer Scharfrichter Hanß Friedrich Ötte, der vierte in der Lokalgeschichte, gab sich mit dem seiner Gerechtsame zugewiesenen Stand nicht mehr zufrieden. Er ließ ihn deshalb 1706 abreißen, unter Empore und Orgel an die Mauer versetzen und mit einem Gitter versehen. Erst 1715 konnte die Sakristei – mit Kreuzgewölbe überdeckt und Rundbogentür versehen – errichtet werden, da die wohlhabenden Neu-Salzaer Gebrüder und Kaufleute Friedrich und Michael Priebs den Bau privat finanzierten. Ein Jahr später (1716) erfolgte der Anbau der neogotischen Halle vor der Kirchentür an der Nordseite, dessen Kosten der Ratsherr Christian Hohlfeld trug. Ein Neubau der erst 1829 reparierten Halle machte sich 1839 erforderlich. Diese Vorhalle besteht heute nicht mehr, aber die ehemalige Eingangstür, die nicht mehr benutzt wird. In den Jahren zuvor (1836/37) wurde die Sakristei mit Dielen versehen und mit einem Teil des Kirchendaches neu gedeckt.

## Der Bau des Kirchturms
Über einhundert Jahre nach der Stadtgründung (1670) besaß die Exulantenkirche noch keinen massiven Kirchturm. Im Jahr 1768 war der hölzerne Dachreiter aber derart baufällig geworden, dass er abgerissen werden musste. Ende September/Anfang Oktober 1768 erfolgten die Abrissarbeiten unter Bergung der beiden Glocken durch den Zimmermannsmeister Johann Gottlieb Noack und Gesellen. Der Pfarrer Johann Kleych aus Zittau, der der Neusalzaer Kirchgemeinde von 1752 bis 1798 vorstand, wurde der Initiator des neuen Turmbaues. Mit 46 Jahren Dienstzeit war er der am längsten wirkende kirchliche Amtsinhaber der Stadt Neusalza. In zähem Ringen mit dem damaligen Neusalzaer Grund-, Gerichts- und Kirchenpatron Peter August von Schönberg konnte Kleych den Bau schließlich durchsetzen und bewirken, dass die Grundherrschaft diesen unter der Bedingung finanzierte, dass die Gemeinde dazu die Hand- und Spanndienste leistete. Das geschah auch.
Der Maurermeister Wendler aus Taubenheim/Spree übernahm mit seinen Gehilfen die Arbeiten zum Neusalzaer Kirchturmbau. Die Taubenheimer Herrschaft unter Herrn von Zezschwitz hatte dazu im Vorfeld am 2. Mai 1769 sogar „… 9 Bauern, einen Tag Zimmer-Holz zu fahren, aus Nachbarschaft gratis [nach Neusalza] geschickt“. Am 3. Juli 1769 wurde der Grundstein gelegt und dabei eine Schatulle aus Blei eingemauert, die Dokumente, Gold- und Silbermünzen des Jahres 1768 enthielt. Der Turm wurde in der Mitte der Westseite des Langhauses angebaut. Das Bauwerk erhielt an der Nordseite (einschließlich Glockenstuhl) über der Eingangstür drei Fenster, an der Ost-, Süd- und Westseite im Glockenstuhl je ein Fenster.
Nach einem reichlichen Jahr Bauzeit konnte der neue Kirchturm am 23. September 1770 – anlässlich des 100. Gründungsjahres des Städtchens – feierlich eingeweiht werden. Der mit Schindeln gedeckte Turm erhielt als Abschluss eine Haube in Form einer halben Zwiebel. Der Turmknopf bekam ein großes metallenes und weithin sichtbares Kreuz. Die Fest- und Dankesrede zur Kirchturm-Einweihung hielt der damalige Bürgermeister Carl Gottlob Hohlfeld, der von 1751 bis 1784 der städtischen Kommune vorstand. Das Weihefest gestaltete sich zugleich zu einer beeindruckenden regionalen Kirchenmusikfeier mit Trompeten und Paukenschall. Einen Monat zuvor, am 18. August 1770, fanden die Glocken im neuen Turm ihren Platz. Bis zum Jahr 1800/01 predigten die Pfarrer in der Neusalzaer Kirche sowohl in deutscher als auch in tschechischer Sprache, danach nur noch in Deutsch. Johann Kleych und Johann August Knaut (1798–1800) waren die beiden letzten auch tschechisch predigenden Neusalzaer Pfarrer.

## Orgelbaufonds und Orgel
Da bis zum Jahr 1754 der Kirchenchor und die Gemeinde beim Gesang nur von einem Positiv, d. h. einer kleinen Orgel ohne Pedal, begleitet wurden, erfolgte damals für 30 Taler der Ankauf einer soliden Orgel aus der Gemeinde Oybin, die ihre Dienste in der Neusalzaer Kirche bis 1859 versah. Pfarrer Adolph Köhler, der der Kirchgemeinde von 1844 bis 1847 vorstand, richtete auf Anraten seiner früheren Schüler Julius und August Prätorius einen Orgelbaufonds zur Anschaffung einer neuen Orgel ein. Diesen führte nach Pfarrer Köhlers Ausscheiden der langjährige Kantor und Lehrer Carl Gottlob Richter, der spätere Ehrenbürger der Stadt (1859), weiter. Nach zwölf Jahren (1856) war der Orgelbaufonds auf rund 1244 Taler angewachsen. Dem Ankauf einer neuen Orgel stand finanziell nichts mehr im Wege. So war bereits am 16. August 1858 der Bau einer neuen Orgel dem Orgelbaumeister Leopold Kohl in Leipzig, später Bautzen, in Auftrag gegeben worden. Kohl war der Vorgänger der späteren Bautzener Orgelbaufirma Eule. Die Anfertigung kostete 1125 Taler. Nach den dafür erforderlichen und im Folgenden beschriebenen Umbauarbeiten im Kircheninnern wurde das Meisterwerk eingebaut. Bei der Klangprobe befand der Dresdener Hoforganist und Komponist Johann Gottlob Schneider jun. (1789–1864) das Orgelwerk für gut. Erneuert wurde es 1905 von der Bautzener Orgelbaufirma Eule, die es aber gegenüber dem Original stark veränderte. Noch vor der Wende 1989 „… bekam die Neusalzaer Kirche einen Orgelmotor zur Erzeugung des Windes. Der Bälgetreter, der dieses Amt bis dahin versah, wurde nun nicht mehr gebraucht.“
Heutige Disposition der Orgel: 19 Register, 2 Manuale, Pedal, Schleiflade und elektrische Traktur.

## Geläut und Glockenbaufonds
Die Neusalzaer Kirche besaß anfangs zwei Glocken. Eine davon, die erste und kleinste vom Jahr 1678, überdauerte die Stürme der Zeit und existiert noch heute. Sie befindet sich aber nicht mehr in der Neusalzaer Friedhofskapelle auf dem Lindenberg, sondern wird besonders verwahrt. Sie trägt die Inschrift: G. M. A. H. (Goß mich Andreas Herold). Der Dresdener Glockengießer Andreas Herold lebte von 1623 bis 1696. Als im Jahr 1716 eine der beiden Glocken mit einem Gewicht von 76,5 kg zersprang, wurde sie vom Dresdener Stückgießer Michael Weinhold (1662–1732) umgegossen und eine weitere (dritte) angeschafft. Die große Glocke wog 150,7 kg, die kleinere 50,37 kg. Dort waren folgende Inschriften eingegossen: „Von einer freiwilligen Sammlung E. E. Raths- und Bürgschaft zu Neusalza, auch einigen guten Freunden, goß uns beide Michael Weinhold, Stückgießer in Dresden“. Auf der anderen Seite stand: „Zur Zeit war Lehnsherr Herr Carl Heinrich Graf von Hoym. M. (Magister) Wenzeslaus Niederwerfer, Pfarrer.“ Oben darüber war vermerkt: „SOLI DEO GLORIA. (d. h. „Gott allein zur Ehre“) Anno 1716“. Wie vordem vermerkt, ermöglichten weitere Spendenbeiträge der Gemeinde, bei ihm eine dritte Glocke für 140 Taler gießen zu lassen. Die dritte Glocke beinhaltete folgende Inschrift: „Ach, wenn du, lieber Christ, hörst diese Glocken klingen, so laß doch ihren Schall zugleich ins Herze dringen“. Oben darüber war zu lesen: „Goß mich Michael Weinhold in Dresden 1716“. Sie musste jedoch 1732 wegen eines Materialfehlers umgegossen werden. Siebzig Jahre später – 1802 – beauftragte die Kirchgemeinde den böhmischen Stückgießer Joseph Kittel in Herrnhübel mit dem Umgießen einer Glocke des Geläuts. Für die Deckung der Kosten konnte auf das Legat des Pfarrers Kleych zurückgegriffen werden, das er der Kirchgemeinde in Höhe von 100 Talern vor seinem Tode 1801 vermachte.
Ein Blitzeinschlag im Kirchturm am 15. August 1859 beschädigte Sparren im Glockenturm, das Innere der Kirchendecke und viele der zinnernen Orgelpfeifen. Der Schaden bezifferte sich auf rund 128 Taler, den die „Landes-Immobilar-Brandversicherungskasse“ beglich. Infolgedessen versah man nun die Kirche mit Blitzableitern, zugleich wurde der alte Turmknopf durch einen neuen ersetzt. Insgesamt betrugen diese Bau- und Reparaturkosten über 3000 Taler. Am 2. Oktober 1859 fand das Einweihungsfest statt.
Im Vorfeld dazu war am 15. Oktober 1855 ein „Glockenbaufond“ für die Neusalzaer Kirche ins Leben gerufen worden, der zehn Jahre später (1865) 730 Taler betrug. Am 10. Mai 1865 wurde mit der bekannten Glockengießerei G. A. Jauck in Leipzig ein Vertrag abgeschlossen, ein harmonisches Geläut von drei Glocken in den Tönen f a c für 1200 Taler unter Verrechnung des Wertes der alten Glocken von 200 Talern anzufertigen. Die große Glocke („Glaube“) wog 684,75 kg, die Mittlere („Liebe“) 365 kg und die Kleine („Hoffnung“) 207,5 kg. Folgende Inschriften hatten die neuen Glocken erhalten: 1. „Im Himmel schweb ich, zum Himmel heb ich des Menschen Herz. Das Leben weih ich, die Klänge leih ich für Freude und Schmerz“ (Die Große). 2. „Zum Tagwerk weck ich, am Abend wink ich zu sanfter Ruh. Den Säugling grüß ich, die Liebe führ ich dem Altar zu“ (Die Mittlere). 3. „Zur Hilfe läut ich, zur Andacht lad ich der Christen Chor. Am Tode klag ich, Gebete trag ich zu Gott empor“ (Die Kleine). Die Baukosten beliefen sich auf 1800 Taler. Die erste und kleinste Glocke mit der Jahreszahl 1678 wurde im Kirchturm über dem neuen Geläut angebracht. Später gelangte die Glocke aus der Gründungszeit wie angemerkt in den Dachreiter der 1899 erbauten Kapelle des seit 1817 neuangelegten städtischen Friedhofes auf dem Lindenberg. Im Verlauf des Ersten Weltkrieges (1914–1918) musste das Glockengeläut für Rüstungszwecke abgeliefert werden. Die kleine historische Glocke von 1678 wurde von der Neusalzaer Friedhofskapelle erneut in den Glockenturm der Neusalzaer Kirche umgehängt.
Zwei Jahre nach Kriegsende – im Vereinigungsjahr der Stadt Neusalza mit der Dorfgemeinde Spremberg zur Stadt Neusalza-Spremberg am 15. Februar 1920 – wurde es der Kirchgemeinde Neusalza möglich (die kirchliche Vereinigung mit Spremberg erfolgte erst 1937), ein neues bronzenes Geläut von drei Glocken zu erwerben. Den Glockenguss führte die Glockengießerei Franz Schilling & Söhne in Apolda aus. Sie orientierte sich dabei nach den Vorstellungen der Kirchgemeinde, ein ähnliches nach dem Vorbild von G. A. Jauck zu schaffen. Die Große, „Glaubensglocke“ genannt, wog 1.094 kg, (Ton: e), zeigte ein Kreuz und dazu das Wort: „Es ist in keinem andern Heil …“ Die Mittlere, „Glocke der Liebe“ genannt, wog 552 kg, (Ton: gis). Sie offenbarte ein flammendes Herz und den Spruch: „Nun aber bleibet …“. Die Kleine, die „Hoffnungsglocke“ wog 308 kg, (Ton: h); sie beinhaltete einen Anker und den Spruch: „Gelobet sei Gott und der Vater …“. Die Glocken des Schillingschen Geläuts enthielten die gleichen Bibel-Verse als Inschriften wie die drei Glocken von Jauck. Aber auch die Glocken von 1920 ereilte ein ähnliches Schicksal. Sie wurden Opfer des deutschen Rüstungswahnsinns und zu Beginn des Zweiten Weltkrieges (1939–1945) eingeschmolzen. Nur die kleine historische Glocke von 1678 verblieb.
Zu DDR-Zeiten konnte für die Neusalzaer Kirche 1965 eine neue bronzene Glocke von 300 kg, 82 cm Durchmesser, Nominalton B, aus der Gemeinde Gauernitz (Kreis Meißen) erworben werden. Sie trägt die Inschrift: „Den Menschen ein Wohlgefallen.“ Im Jahr 1979 – anlässlich des 300. Kirchweihjubiläums – wurde das Geläut durch zwei weitere Glocken aus Bronze vervollständigt, die in der Glockengießerei Apolda hergestellt und am 18. Dezember 1978 in den Tönen G und C angeliefert wurden. Die größere Glocke wiegt 450 kg und hat einen Durchmesser von 95 cm, die kleinere ein Gewicht von 180 kg und einen Durchmesser von 69 cm. Ihre Inschriften lauten: „Ehre sei Gott in der Höhe! Zur Ehre Gottes gegossen 1678 – 1920 – 1978. – Friede auf Erden! Nach Menschenwillen eingeschmolzen 1914 und 1939“.
Damit besitzt die Neusalzaer Kirche wieder ein komplettes und harmonisch klingendes Bronzegeläut. Die erforderlichen finanziellen Mittel in Höhe von insgesamt 6650,60 Mark stellte dazu der Neusalza-Spremberger Polsterer- und Sattlermeister Willy Kuntzsche bereit. Der Preis der beiden Glocken betrug 4831,60 Mark; Projektion, Transport, Inschriften, Armaturen und Nebenkosten schlugen mit 1819,00 Mark zu Buche. Am 4. Januar 1979 erfolgten Aufzug, Montage und Inbetriebnahme des elektrischen Geläuts. Am 14. Januar des gleichen Jahres wurden die Glocken geweiht.

## Bau- und Sanierungsmaßnahmen im 19. und 20. Jahrhundert
Zwischen den Jahren 1770 und 1822 gab es keine größeren baulichen Beanstandungen. Im Jahr 1823 jedoch musste das Kirchendach und der Turm repariert sowie ein neuer Turmknopf aufgesetzt werden. In Verbindung damit wurde eine neue Decke im Kirchenschiff eingezogen und die zweigeschossigen Emporen gestrichen. Der Einbau einer größeren Orgel erforderte in den fünfziger Jahren des 19. Jahrhunderts größere Umbauten im Kirchenschiff. Diese begannen am 27. April 1859 und dauerten fünf Monate. Verantwortlich dafür zeichneten der Neusalzaer Maurermeister, zugleich Ratsmitglied, Carl Thomaß in Zusammenarbeit mit dem einheimischen Zimmermann Curt Henke und dem Tischler August Hünlich. Der letztgenannte fertigte den neuen Altar und die Kanzel nach eigener Zeichnung an. Dabei wurde der bis dahin etappenweise erfolgte Innenausbau total entfernt. Das führte zu schmerzlichen Verlusten, darunter dem wertvollen Flügelaltar, den die Kirche zur Zeit des ersten Pfarrers Stephan Pilarick bekam. Seit 1859 ist er nicht mehr auffindbar. Es wurden auch neue Kirchenbänke eingebaut. Aus den Aufzeichnungen des Bürgermeisters und Stadtchronisten August Adolph Tuchatsch (1870/72, S. 45) kann jedoch geschlussfolgert werden, dass bei den tiefgreifenden Umbauarbeiten des Kircheninnern im Verlauf des Jahres 1859 die Herrschaftliche Gruft der von Salza vermauert wurde.
Nach Recherchen von Uwe Herzog (2010) befand sich am Ende des 19. Jahrhunderts an der Südseite der Kirche ein Schornstein, der durchs Dach führte. Das bedeutet, dass die Neusalzaer Kirche in der kälteren Jahreszeit damals mit einem Ofen beheizt werden konnte, der in der Nähe der Sakristei stand. Dieser Sachverhalt steht in Übereinstimmung mit einer Zeichnung von etwa 1900, die sich im Bauarchiv des Rates der Stadt Neusalza-Spremberg befindet und die einen Schornsteineinbau jener Zeit beinhaltet. In den 1920er-Jahren erhielt die Kirche eine Gasheizung, die während der Wendezeit in der DDR 1989/90 durch eine Elektroheizung abgelöst wurde. Der Schornstein, der mit der Installation der Gasheizung zur Abführung der Abgase diente, wurde bei der Dachneudeckung ganz entfernt. Die gut beheizbare und kleinere Neusalzaer Kirche wird deshalb bevorzugt als Winterkirche genutzt. Das schlichte Äußere der Kirche wurde durch Umbauten 1859 und nochmals in den Jahren 1896/97 verändert. Zuvor, in den Jahren 1891 und 1901, erfolgte der Einbau der beiden Schmuckfenster aus Bleiglas in der Apsis, die die beiden Reformatoren Martin Luther und Philipp Melanchthon zeigen. Die Spitzbogenfenster erhielten aufgeputzte Kämpfersteine und Schlusssteine mit geputztem Maßwerk.
Am 9. September 1894 fand in der Neusalzaer Kirche ein erwähnenswertes Ereignis statt: An diesem Tag empfing die Tochter des US-amerikanischen Großunternehmers und Erfinders Thomas Alva Edison, die damals 20-jährige Marion Estelle Edison, hier die Erwachsenentaufe, um den Sohn der Stadt, Leutnant, später Oberst, Oscar Oeser heiraten zu können. Ihre Hochzeit fand ein Jahr später in der Kreuzkirche zu Dresden statt. Marion Estelle Edison-Oeser bleibt wohl die berühmteste Persönlichkeit, die je aus Übersee nach Neusalza gelangte und dort für kurze Zeit eine zweite Heimat fand.
Mit der Errichtung und Inbetriebnahme eines Elektrizitätswerkes in Neusalza im Jahr 1897, des ersten in der Oberlausitz, erhielt auch die Neusalzaer Kirche ihre elektrische Beleuchtungsanlage, die damit die traditionelle Kerzenbeleuchtung ablöste. In jüngerer Zeit, so 1958, begannen mit dem Abputz der Neusalzaer Kirche durch Baumeister Hänsel umfangreiche Sanierungsarbeiten an den denkmalgeschützten Gebäuden der Kirchgemeinde. Damit in Verbindung erfolgten der Abbruch der maroden neogotischen Vorhalle von 1716 und der 1851 an der Südwestseite des Turms errichteten Leichenhalle. Im Jahr 1970 – zum 300. Jubiläum der Stadtgründung – wurde das Kircheninnere neu gemalt. Am 27. Juni 1977 schlug die Neusalzaer Kirchturmuhr von 1706 nach 271 „Dienstjahren“ ihre letzte Stunde. Sie wurde ausgebaut und durch eine neue auf elektrisch-automatischer Basis ersetzt. Die neue und moderne Turmuhr war ein Geschenk des Neusalza-Spremberger Kirchengemeindemitgliedes Opitz. Die historische Schlaguhr aus Seifhennersdorf ist nach dem Ausbau und der Auslagerung verschollen. In den Jahren 1987 bis 1990 begannen umfangreiche Vorbereitungen für die notwendig gewordene Neudeckung des gesamten Kirch- und Turmdachs einschließlich der Sakristei. Nach Abriss des alten Schiefer- und des darunterliegenden doppelten Schindelbelages erfolgte im Vereinigungsjahr 1990 die Neudeckung des Turms mit Kupfer und des Kirchendachs mit asbestfreien Fulgurit-Schiefer, der echten Schiefer zum Verwechseln ähnlich sieht. Der Kunstschieferbelag war ein Geschenk des Evangelischen Hilfswerks und der Partnergemeinde Garßen. Beide Kirchen der Stadt erhielten in jenen Jahren eine Läuteanlage.
Das Kircheninnere hat sich seit den bisherigen Umbauten kaum verändert. Es zeigt sich gegenwärtig architektonisch so: „Das rechteckige Langhaus mit einer flachen Decke geht ohne Triumphbogen in einen etwas schmaleren Chor über. Die Füllungen der zweigeschossigen, mit zahnschnittartiger Verzierung versehenen Emporen sind goldgerahmt und grün gemalt. Klassizistische Formen zeigen der von ionischen Pilastern eingefasste Kanzelaltar und der ovale Tauftisch.“ Unten in der Mitte des Langhauses befinden sich je ein breites Rundbogenfenster und an der Nordwest- und Südwestecke (außen) je ein Strebepfeiler als Eckverstärkung. Die Langhausdecke (mit der Jahreszahl 1826) und die zwei Emporen ruhen auf schlichten Holzpfeilern. Das bei der Empore eingebaute schlichte Betstübchen liegt hinter dem Altar.
Im Rahmen der Stadtsanierung um 1996/97 erhielt die Kirchgemeinde eine Förderung. „Diese hatte die Trockenlegung des Mauerwerks zum Inhalt …“, bezog sich also nicht auf die äußere Hülle. An der Ostwand der Apsis (außen) befindet sich ein Gedenkstein (etwa 100 × 200 cm) mit den Namen der im Ersten Weltkrieg (1914–1918) als Soldaten gefallenen Neusalzaer Bürger.
Die ehemalige Exulantenkirche zu Neusalza, heute Neusalza-Spremberg, verkörpert von außen kein monumentales sakrales Bauwerk mit protzigem Inventar im Innern, sondern besticht durch klare Formgebung und Einfachheit sowie durch ihre reiche und zeitweise internationale Geschichte.

## Aufmaß der Neusalzaer Kirche
Zeichnungen oder -skizzen zum Bauvorhaben der Neusalzaer Kirche (1675 bis 1679) von Baumeister Hans Sarn aus Bautzen wurden leider nicht überliefert, ebenso keine Unterlagen zum Bau des massiven Kirchturmes von 1769/70, den Maurermeister Wendler aus Taubenheim/Spree ausführte. Die Unterlagen könnten infolge von Kriegseinwirkungen, Auslagerungen oder kurzsichtigem Handeln verloren gegangen sein. Das Aufmaß des Kirchengebäudes ließ sich somit erst in neuerer Zeit ermitteln, beispielsweise bei Cornelius Gurlitt (1910), der einen Grundriss veröffentlichte und das Längenmaß von Ende Apsis (Osten) bis Quermauer des Kirchenschiffes (Westen) mit 35 Ellen verzeichnete. Er legte hier sicherlich die Dresdener Elle zugrunde, die für Sachsen verbindlich war. Da diese Elle rund 0,566 m entspricht, wäre das Neusalzaer Kirchengebäude mit Langhaus, Altarraum und Apsis insgesamt 19,81 m lang, die Westmauer hingegen 21 Ellen breit, also 11,89 m. Die Längsachse innen beträgt hingegen 31,5 Ellen bzw. 17,83 m, davon entfallen auf Apsis 4 Ellen (=2,65 m), den Altarraum 8 Ellen (= 4,53 m) und das Kirchenschiff bzw. Langhaus 19 Ellen (= 10,75 m). Weiterhin lässt sich daraus ableiten, dass der Turm mit 9 Ellen in Länge und Breite (= 5,09 × 5,09) quadratisch erbaut wurde und eine Fläche von 26 m² beinhaltet. Die ebenfalls quadratische Sakristei in den Abmessungen von 8 × 8 Ellen (= 4,52 m × 4,52 m) hat demzufolge eine Fläche von 20,43 m². Die Mauerstärke hingegen beträgt ca. 1,8 Ellen, also 1,01 m. Die angegebenen Maße verstehen sich als Außenabmessungen. Die Höhe des Langhauses und des Turms sind nirgends festgehalten.
Am 16. April 2013 wurde eine Vermessung durchgeführt, die folgende Maße ergab: Höhe des Kirchturms mit Kreuz 24,00 m, Höhe bis zur Turmkugel 20 m, Firsthöhe des Kirchenschiffes 13,80 m. Die Turmbasis weist die Abmessungen von 5,50 m × 5,43 m auf, die eine Grundfläche von 29,86 m² ergeben.

## Analogie
Hinsichtlich Architektur und Größe, insbesondere des Kirchturmes, hat die Neusalzaer Dreifaltigkeitskirche der Stadt Neusalza-Spremberg große Ähnlichkeit mit der ehemaligen Dorfkirche von Pritzen bei Altdöbern, die 1988 dem Lausitzer Braunkohlentagebau weichen musste und zerlegt in die südbrandenburgische Stadt Spremberg transportiert und dort wiederaufgebaut wurde. Als Kopiebau der Pritzener Kirche wurde diese am 4. April 1994 als Evangelische Auferstehungskirche Spremberg eingeweiht. Die Türme der Dreifaltigkeitskirche Neusalza und der Auferstehungskirche Spremberg, die fast gleichzeitig während der Zeit des Barock an die Kirchengebäude angebaut wurden, lassen vermuten, dass der gleiche Baumeister am Werke war. Minimale bauliche Unterschiede bestehen darin, dass sich Eingang und Kirchturmuhr der Dreifaltigkeitskirche Neusalza auf der Nordseite befinden und die der Auferstehungskirche im südbrandenburgischen Spremberg auf der Westseite, außerdem ist die Spremberger Turmhaube weniger gewölbt.